# مقاطعة وستر (ميسيسيبي)
مقاطعة وستر هي مقاطعة في مسيسيبي، بلغ عدد سكانها 10٬253  نسمة، في 2010، عاصمتها والتهال.

## الموقع
تشترك في الحدود مع:
- مقاطعة كالهون
- مقاطعة تشوكتاو (ميسيسيبي).

## التقسيمات الإدارية
- والتهال.

## أعلام
- توماس غور
- توماس إل. بيلي